# Anafáze
Anafáze je stádium mitózy následující po metafázi a předcházející telofázi. Během anafáze dochází k rozchodu oddělených chromatid po mikrotubulech dělicího vřeténka k opačným pólům. Zároveň se od sebe tyto póly (zpravidla tvořené centrozomy) vzdalují, jak se vůči sobě posouvají polární mikrotubuly z opačných pólů vřeténka.

## Regulace
Přechod do anafáze je řízen celou kaskádou regulačních proteinů. Za standardních podmínek buňka čeká, dokud nejsou všechny chromozomy napojeny na dělicí vřeténko. Toto napojení je zprostředkováno proteinovými komplexy zvanými kinetochory, které se nacházejí na každé chromatidě v oblasti centromery. Kinetochor, který není navázán na mikrotubulus, vysílá do okolí signály, jež nástup anafáze inhibují.
Jakmile jsou všechny kinetochory na dělicí vřeténko napojeny, je aktivován proteinový komplex APC (anaphase promoting complex), který polyubikvitinuje sekurin, protein inhibující aktivitu enzymu separázy. Polyubikvitinace sekurinu vede k jeho degradaci v proteazomu a aktivní separáza může rozštěpit proteiny (kohesiny), které drží sesterské chromatidy pohromadě. Oddělené chromatidy začnou putovat po mikrotubulech směrem k pólům dělicího vřeténka a nastává vlastní anafáze. Kinetochorové mikrotubuly postupně depolymerizují a kinetochory v důsledku afinity k tubulinu postupují společně se špičkou zkracujících se mikrotubulů. Afinitu kinetochorů zprostředkovává zejména protein Dam1, jedna z jejich komponent tvořící prstenec klouzající po špičce mikrotubulu.